# Aleksiej Koroboczkin
Aleksiej Pietrowicz Koroboczkin (ros. Алексей Петрович Коробочкин, ur. 1903, zm. ?) – radziecki dyplomata.

## Życiorys
Członek WKP(b), od 1937 pracownik Ludowego Komisariatu/Ministerstwa Spraw Zagranicznych ZSRR, do 8 sierpnia 1945 I sekretarz Ambasady ZSRR w Japonii. W latach 1946–1948 doradca Misji ZSRR w Komisji Dalekowschodniej w Waszyngtonie (USA), 1949-1950 zastępca kierownika Wydziału II Dalekowschodniego MSZ ZSRR, później do grudnia 1953 doradca MSZ ZSRR. Od 13 grudnia 1953 do 22 listopada 1955 ambasador nadzwyczajny i pełnomocny ZSRR w Etiopii, 1956-1961 doradca Wydziału Dalekowschodniego MSZ ZSRR.